# Connarus blanchetii
Connarus blanchetii är en tvåhjärtbladig växtart som beskrevs av Jules Émile Planchon. Connarus blanchetii ingår i släktet Connarus och familjen Connaraceae. Utöver nominatformen finns också underarten C. b. laurifolius.